# Galapagosspotlijster
De galapagosspotlijster (Mimus parvulus synoniem: Nesomimus parvulus) is een vogelsoort uit de familie Mimidae. Het is een niet bedreigde endemische vogelsoort die voorkomt op de Galapagoseilanden van Ecuador.

## Kenmerken
De vogel is 25 tot 26 cm lang en weegt gemiddeld 51,2 g. Het is een relatief kleine spotlijster met korte snavel. Op verschillende eilanden komen verschillende ondersoorten voor. De nominaat is donker grijsbruin van boven en op de kruin, heeft een zwart masker rond het oog en een onduidelijke, lichte wenkbrauwstreep. Van onder is de vogel praktisch wit. M. p. personatus is gemiddeld het grootst en M. p. bauri is minder wit op de buik en borst.

## Verspreiding en leefgebied
De soort telt zes ondersoorten:
- M. p. parvulus: Isabela, Fernandina, Daphne, Santa Cruz en de nabijgelegen eilandjes.
- M. p. barringtoni: Santa Fe.
- M. p. personatus: Pinta, Marchena, Santiago en Rabida.
- M. p. wenmani: Isla Wolf.
- M. p. hulli: Darwin.
- M. p. bauri: Genovesa.

Het leefgebied van de vogel bestaat uit droog struikgewas langs rotskusten en stranden, geboomte, velden met cactussen, maar ook (op Genovesa) in mangrovebos.

## Status
De grootte van de wereldpopulatie is niet gekwantificeerd. Het is een algemene vogel en men veronderstelt dat de soort in aantal stabiel is. Om deze redenen staat de galapagosspotlijster als niet bedreigd op de Rode Lijst van de IUCN.